# Übersteiger (öffentlicher Verkehr)
Als Übersteiger wird im öffentlichen Verkehr ein Fahrgast bezeichnet, der zwischen zwei verschiedenen Verkehrsunternehmen umsteigt. Hierbei spielt ein Verkehrsmittelwechsel keine Rolle. Als Gegenstück wird ein Fahrgast, der zwischen zwei Verkehrsmitteln desselben Verkehrsunternehmens umsteigt, als Umsteiger bezeichnet.

## Bedeutung
Die statistische Erhebung von Übersteigern spielen insbesondere in Verkehrsverbünden und Tarifgemeinschaften eine große Rolle. Da hier die Verteilung der Einnahmen aus Fahrkartenverkäufen nicht unternehmensfein, sondern verbundweit geschieht, wird die Verteilung dieser Gelder meist über Stichprobenmessungen der Übersteiger bestimmt.